# Заозерский, Юрий Петрович
Юрий Петрович Заозерский (31 августа 1930, Борзя, Читинская область — 28 февраля 2012, Нижний Новгород) — советский и российский учёный и конструктор, доктор технических наук, Главный конструктор Опытно-конструкторского бюро «ГАЗ» (1980—2003), Генеральный директор ЗАО «ОКБ-Нижний Новгород» (2003—2009). Лауреат Государственной премии СССР (1980), Заслуженный конструктор Российской Федерации (1996), Заслуженный изобретатель Российской Федерации (2002).

## Биография
Юрий Петрович родился 31 августа 1930 в семье военного. В школьные годы из-за частой смены места службы отца юному Юрию пришлось сменить несколько школ, однако это не сказалось на его школьных успехах.
Свои первые изобретательские шаги Ю. П. Заозерский начал в Ленинградском Военно-механическом институте, куда он поступил в 1948 году. При подготовке дипломного проекта Юрию необходимо было придать такую форму дальнобойному крупнокалиберному артиллерийскому снаряду, чтобы сопротивляемость его была минимальной. Встреча с академиком С. В. Валландером способствовала успеху студента. Он защитил диплом на отлично, а предложенное Юрием новшество было признано изобретением.
В 1956 г. принят на работу в Опытное конструкторское бюро машиностроения (Горький) инженером-конструктором.
Трудовую деятельность на Горьковском автомобильном заводе Ю. П. Заозерский начал в 1962 году начальником конструкторского отдела ОКБ (ПНО), в 1967 году он стал заместителем главного конструктора, а с 1980 года — главным конструктором ОКБ «ГАЗ».
Заозерский Юрий Петрович основную свою трудовую деятельность посвятил научному и экспериментальному исследованию, а также промышленному освоению технологии разделения изотопов в центробежных полях. В 1964 году ему присуждена ученая степень кандидата, а в 1982 году — доктора технических наук по специальности 01.04.05 — «Молекулярная физика».
Находясь с 1962 года у самых истоков становления отечественного промышленного производства центрифуг для получения обогащенного топлива для нужд атомной энергетики, в дальнейшем он становится известен как один из крупных специалистов в области разработки и создания ряда эффективных модификаций газовых центрифуг различных поколений. Ему принадлежит ведущая роль в разработке идеологии проектирования центрифуг с использованием теории подобия. Он является автором многих оригинальных конструкций отдельных узлов и в целом высокопроизводительной центробежной техники, уникального исследовательского и испытательного оборудования. При его личном участии и под его руководством выполнены важные исследования и внесен большой творческий вклад в разработку и обоснование работоспособности новых конструкций и режимов работы центрифуг для разделения стабильных изотопов и получения особо чистых веществ, а также различных моделей препаративных ультрацентрифуг.
Ю. П. Заозерским предложены сотни оригинальных решений, более 40 из которых имеют охранные документы. В основном, это секретные изобретения, имеющие наряду с огромным экономическим эффектом (свыше 3 млн. рублей в ценах 1990 года), важное государственное и народно-хозяйственное значение. Шесть авторских свидетельств и пять патентов выданы ему на опубликованные изобретения, одно из которых запатентовано в США, Великобритании и Японии и относится к созданию принципиально новой техники. За создание и внедрение в производство конкурентоспособной на международном уровне ультрацентрифуги для фундаментальных и прикладных исследований Ю. П. Заозерский в 1980 г. стал лауреатом Государственной премии СССР.
Ю. П. Заозерский вел научно-организационную работу. Он являлся членом специализированных ученых советов при Российском научном центре «Курчатовский институт» и Уральском электрохимическом комбинате (г. Новоуральск). Принимал активное участие в программах международного сотрудничества, проводимых Международным научно-техническим центром. Рецензировал и оппонировал диссертационные работы и заявки на изобретения по центрифужной технике и технологии разделения изотопов и получения особо чистых веществ, динамике машин и механизмов. С 2003 года он являлся Государственным экспертом, зарегистрированным Государственным научно-техническим центром экспертиз проектов и технологий Министерства Российской Федерации по атомной энергии в Отраслевом Реестре экспертов научно-технической сферы. Ю. П. Заозерским опубликовано свыше 200 научных работ, статьи в научных журналах, написаны книги.
До июля 2003 года Ю. П. Заозерский — главный конструктор Опытного конструкторского бюро ОАО «ГАЗ», а затем — генеральный директор Опытного конструкторского бюро «ЭХЗ» — Филиала Федерального государственного унитарного предприятия «Производственное объединение „Электрохимический завод“» (ФГУП «ПО „ЭХЗ“» «ОКБ ЭХЗ»), с 2007 по 2009 г. — генеральный директор ЗАО «ОКБ-Нижний Новгород».
Умер 28 февраля 2012 года в Нижнем Новгороде. Похоронен на Федяковском кладбище

## Признание и награды
- 1970 — Медаль «За доблестный труд. В ознаменование 100-летия со дня рождения В. И. Ленина»
- 1980 — Государственная премия СССР;
- 1985 — Орден Трудового Красного Знамени;
- 1988 — Почётный знак «Ветеран автомобильной промышленности»;
- 1989 — Медаль «Ветеран труда»;
- 1991 — Звание «Заслуженный автозаводец»;
- 1996 — Почётное звание «Заслуженный конструктор Российской Федерации»;
- 1999 — Почётное звание «Лучший изобретатель Нижегородской области»;
- 2002 — Почётное звание «Заслуженный изобретатель Российской Федерации»;
- 2003 — Государственный эксперт;
- 2004 — премия имени И. П. Кулибина;
- 2004 — Почётное звание и орден «Рыцарь науки и искусства» на ленте;
- 2009 — Нагрудный знак «Академик И. В. Курчатов» 2-й степени.

## Книги
- Заозерский Ю. П., Волкова Э. П. О «подобии миров», постоянной тонкой структуры и самоорганизации. Об их взаимосвязи. — Н.Новгород, 2001.
- Шаталин Н., Денисов В., Медов А., Заозерский Ю., Корочкин А., Шубин Н. Нетрадиционная продукция «ГАЗ». — Н.Новгород, 1999. — 345 с.